# Mischabelgroep
De Mischabel of Mischabelgroep is een bergmassief in de Walliser Alpen in Zwitserland, gelegen tussen het Saastal en het Mattertal. De hoogste top van de keten, de Dom, is meteen ook de hoogste berg die zich geheel op Zwitsers grondgebied bevindt.
De naam zou van het Walliserduitse "Mischtgabla" kunnen komen, wat letterlijk "mestvork" (ook wel hooivork of riek) betekent. De keten bestaat inderdaad uit drie scherpe toppen, als van een hooivork. Een andere hypothese is dat de naam afkomstig is van het Arabische "Mudjabal" (bergketen), omdat de Saracenen rond 900 n.Chr. in het Wallis doordrongen.
Vanuit Saas Fee is de Mischabel inderdaad duidelijk te herkennen vanwege zijn drie scherpe toppen. In enge zin kan met Mischabel ook alleen deze toppen bedoeld worden:
- Täschhorn (4491 m)
- Dom (4545 m)
- Lenzspitze (4294 m)

Ten noorden van de drie liggen nog de volgende toppen, die meestal ook tot de Mischabel gerekend worden:
- Nadelhorn (4328 m)
- Stecknadelhorn (4241 m)
- Hohberghorn (4219 m)
- Dürrenhorn (4034 m)

In ruime zin bevat het Mischabelmassief ten zuiden van de drie eerste toppen nog de volgende toppen:
- Alphubel (4206 m)
- Allalinhorn (4027 m)
- Rimpfischhorn (4199 m)
- Strahlhorn (4190 m)

Ten zuiden hiervan zit de Mischabel vast aan de Monte Rosa.

## Afbeeldingen

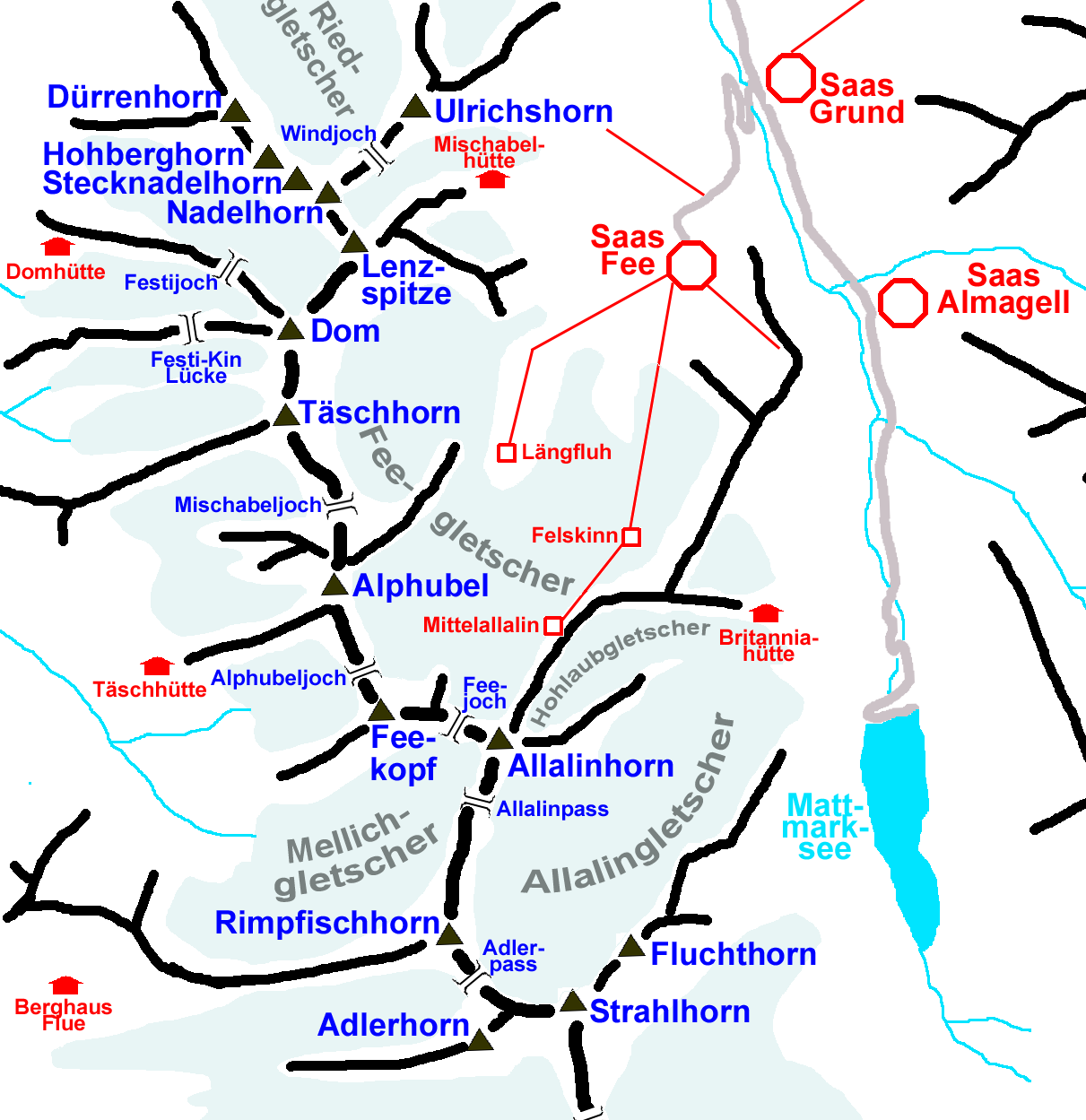
Kaart van de Mischabelgroep en de Allalinhorn
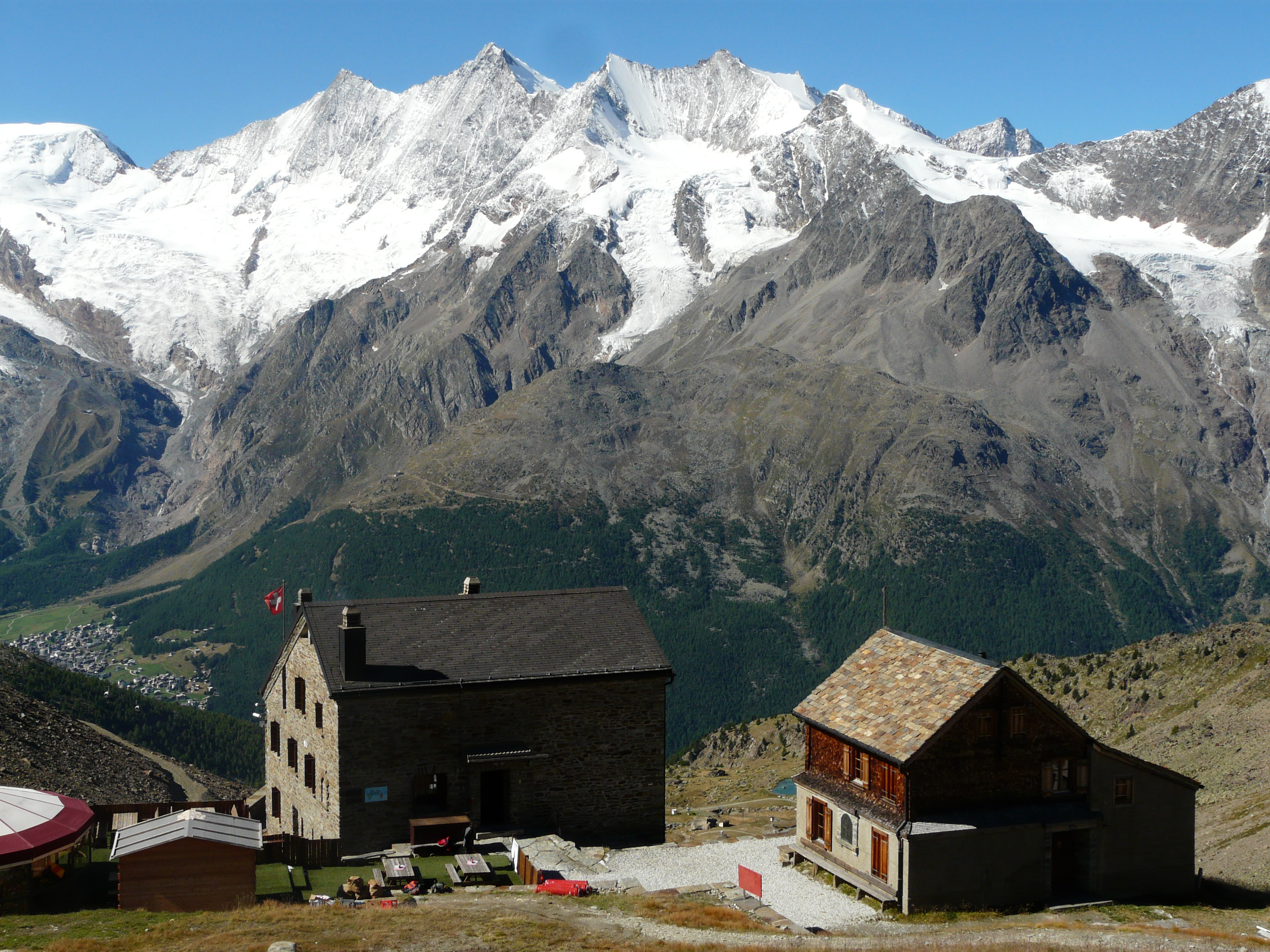
Wiesmieshütte en Mischabelgroep